# Himantolophus cornifer
Himantolophus cornifer är en fiskart som beskrevs av Erik Bertelsen och Krefft, 1988. Himantolophus cornifer ingår i släktet Himantolophus och familjen Himantolophidae. IUCN kategoriserar arten globalt som livskraftig. Inga underarter finns listade i Catalogue of Life.